# Mareil-sur-Mauldre
Pour les articles homonymes, voir Mareil et Mauldre (homonymie).
Mareil-sur-Mauldre est une commune française située dans le département des Yvelines et dans la région Île-de-France. Ses habitants sont appelés les Mareillois.

## Géographie

### Situation
Mareil-sur-Mauldre se trouve sur les bords de la Mauldre à 40 km à l'ouest de Paris et à 2,5 km environ au sud de Maule.
Le territoire de la commune s'étend dans la vallée de la Mauldre à 35 m d'altitude environ et déborde sur les plateaux environnants, notamment vers le sud-est à la limite ouest de la plaine de Versailles.

### Communes limitrophes
| Maule        |                    | Herbeville |
|              | Mareil-sur-Mauldre |            |
| Montainville | Beynes             | Crespières |

### Transports et voies de communications

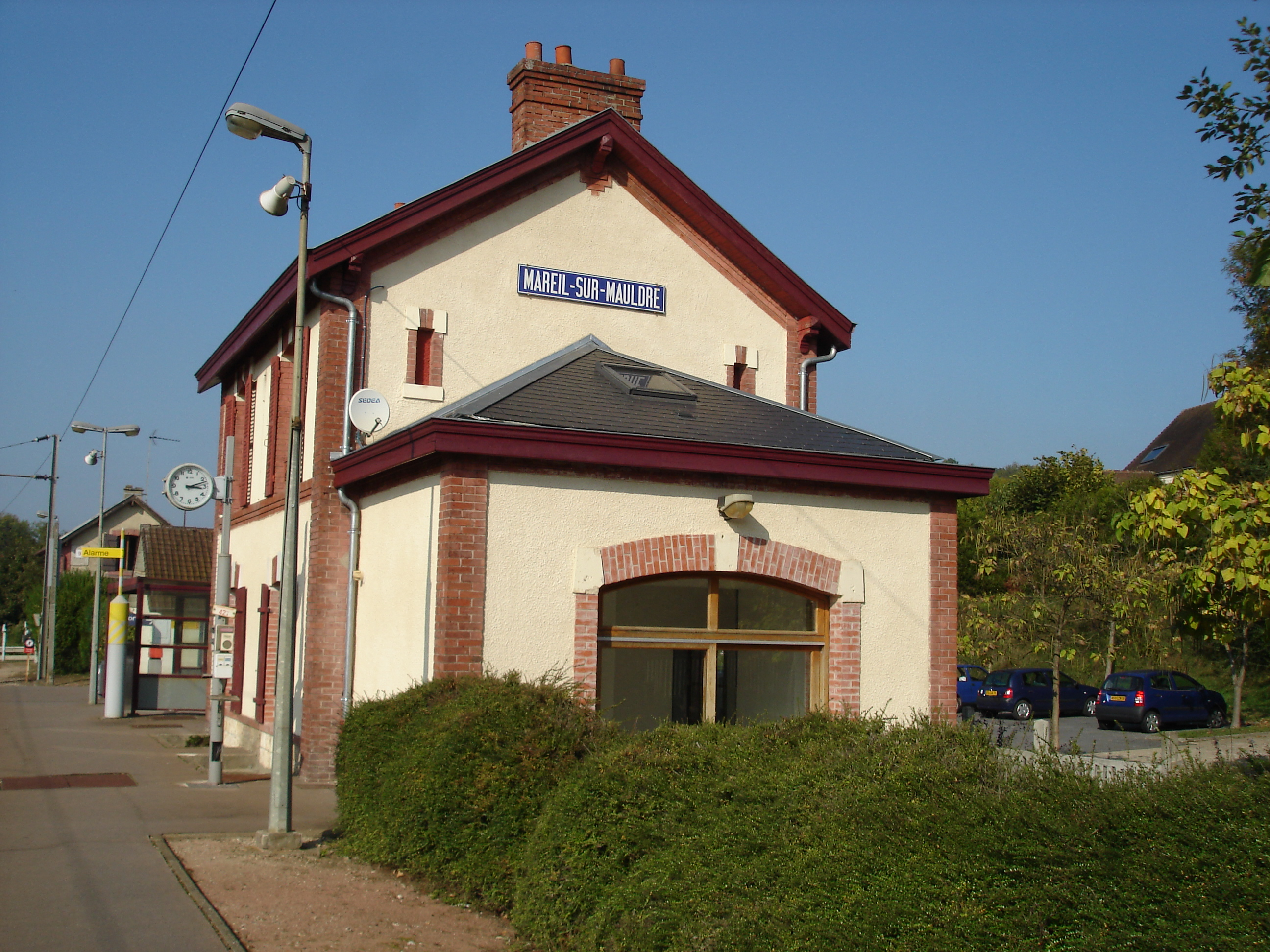
La gare de Mareil-sur-Mauldre.

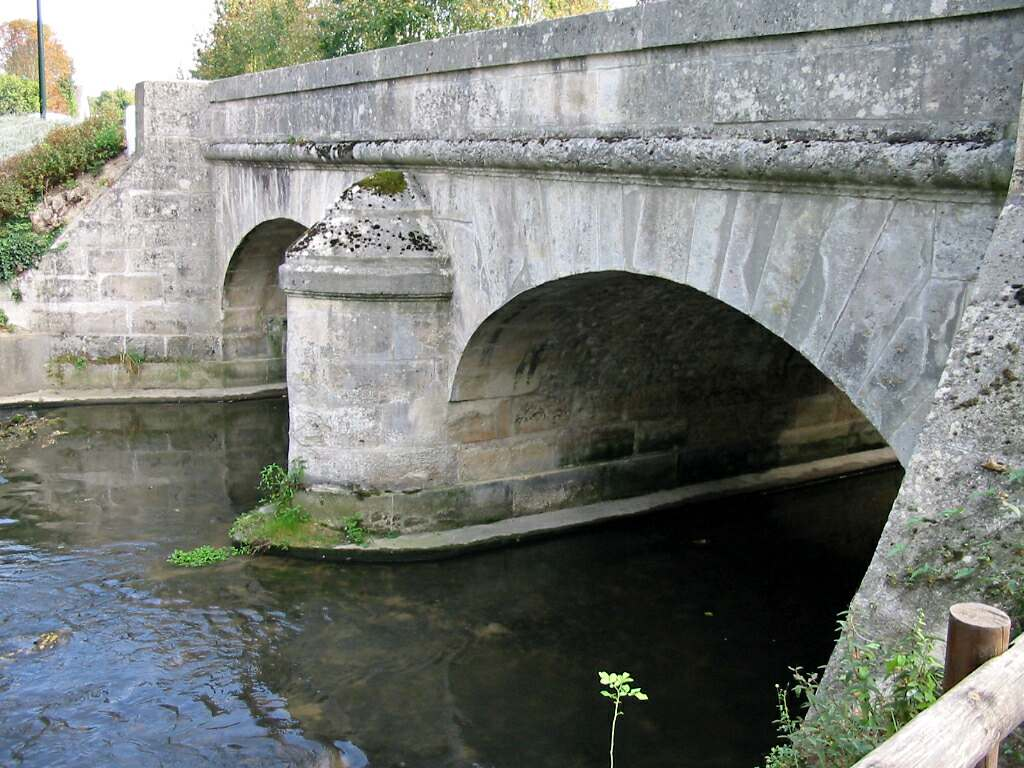
Le pont sur la Mauldre (XVIIIe siècle).

#### Réseau routier
La commune est desservie par la route départementale 191 qui relie Épône sur la route départementale 113 (ex-RN 13) et son accès à l'autoroute A13 au nord à la RN 12 au sud, et de la route départementale 307 qui relie la vallée de la Mauldre au Chesnay.

#### Desserte ferroviaire
La commune est desservie par la ligne de chemin de fer de Paris-Montparnasse à Mantes-la-Jolie via Plaisir - Grignon. La gare la plus proche est la gare de Mareil-sur-Mauldre qui est située sur un terrain communal.

#### Bus
La commune est desservie par les lignes 13, 17S, 18, 511 et 512 du réseau de bus Centre et Sud Yvelines.

### Climat
Pour des articles plus généraux, voir Climat de l'Île-de-France et Climat des Yvelines.
En 2010, le climat de la commune est de type climat océanique dégradé des plaines du Centre et du Nord, selon une étude du CNRS s'appuyant sur une série de données couvrant la période 1971-2000. En 2020, Météo-France publie une typologie des climats de la France métropolitaine dans laquelle la commune est exposée à un climat océanique et est dans la région climatique Sud-ouest du bassin Parisien, caractérisée par une faible pluviométrie, notamment au printemps (120 à 150 mm) et un hiver froid (3,5 °C).
Pour la période 1971-2000, la température annuelle moyenne est de 10,8 °C, avec une amplitude thermique annuelle de 14,4 °C. Le cumul annuel moyen de précipitations est de 677 mm, avec 10,9 jours de précipitations en janvier et 8 jours en juillet. Pour la période 1991-2020, la température moyenne annuelle observée sur la station météorologique la plus proche, située sur la commune de Maule à 3 km à vol d'oiseau, est de 11,8 °C et le cumul annuel moyen de précipitations est de 677,0 mm,. Pour l'avenir, les paramètres climatiques de la commune estimés pour 2050 selon différents scénarios d'émission de gaz à effet de serre sont consultables sur un site dédié publié par Météo-France en novembre 2022.
| Mois                                  | jan.             | fév.           | mars         | avril         | mai           | juin           | jui.         | août           | sep.            | oct.            | nov.           | déc.           | année      |
| ------------------------------------- | ---------------- | -------------- | ------------ | ------------- | ------------- | -------------- | ------------ | -------------- | --------------- | --------------- | -------------- | -------------- | ---------- |
| Température minimale moyenne (°C)     | 1,7              | 1,3            | 3,1          | 4,9           | 8,5           | 11,6           | 13,4         | 13,1           | 10,1            | 7,7             | 4,4            | 2,1            | 6,8        |
| Température moyenne (°C)              | 4,7              | 5,1            | 8            | 10,8          | 14,4          | 17,7           | 19,8         | 19,5           | 16,1            | 12,2            | 7,8            | 5,1            | 11,8       |
| Température maximale moyenne (°C)     | 7,7              | 8,9            | 12,9         | 16,7          | 20,4          | 23,7           | 26,2         | 26             | 22              | 16,8            | 11,3           | 8              | 16,7       |
| Record de froid (°C) date du record   | −17,2 17.01.1985 | −14,5 07.02.12 | −12 13.03.13 | −5,4 06.04.21 | −2 03.05.1967 | 0,5 05.06.1991 | 5 11.07.1990 | 3,5 28.08.1974 | 0 30.09.18      | −5,2 30.10.1985 | −10 24.11.1998 | −15 31.12.1970 | −17,2 1985 |
| Record de chaleur (°C) date du record | 16 01.01.22      | 21 27.02.19    | 27 31.03.21  | 30 21.04.18   | 33 27.05.05   | 38 27.06.11    | 43 25.07.19  | 41 10.08.03    | 37,5 03.09.1973 | 30,5 01.10.11   | 22,5 01.11.14  | 17 07.12.00    | 43 2019    |
| Précipitations (mm)                   | 57,3             | 49,6           | 50,9         | 46,5          | 65,4          | 56             | 53           | 52,8           | 46              | 65,3            | 61,3           | 72,9           | 677        |

## Urbanisme

### Typologie
Au 1er janvier 2024, Mareil-sur-Mauldre est catégorisée ceinture urbaine, selon la nouvelle grille communale de densité à sept niveaux définie par l'Insee en 2022.
Elle est située hors unité urbaine. Par ailleurs la commune fait partie de l'aire d'attraction de Paris, dont elle est une commune de la couronne,. Cette aire regroupe 1 929 communes,.

### Morphologie urbaine
Le bourg ancien se trouve dans le fond de la vallée de part et d'autre de la rivière, tandis que l'urbanisation récente s'est effectuée sur le plateau au sud-est de la commune, avec le lotissement du parc de Mareil qui bénéficie d'un petit centre commercial. Ce lotissement est devenu le quartier le plus peuplé de la commune et date de la fin des années 1970.

### Occupation des sols simplifiée
Le territoire de la commune se compose en 2017 de 76,16 % d'espaces agricoles, forestiers et naturels, 5,91 % d'espaces ouverts artificialisés et 17,93 % d'espaces construits artificialisés

## Toponymie
Le nom de la localité est attesté sous les formes Maroialos, Maroligum, puis Maroilum au IXe siècle, Marolio en 1246, Marolium, Marolium-Johanniis au XIIIe siècle, Maruil et ensuite au XIIIe siècle Marueil, Mareil ou encore Marolosio, Mareuil en 1328, Mareuil-sur-Mauldre.
D'après Auguste Longnon, qui a étudié les noms de lieux en France, le nom « Mareil », dont il existe plusieurs exemples dans l'ancienne Seine-et-Oise, viendrait du mot bas latin maroialum qui signifie « localité voisine d'un marécage ». La forme ancienne *maroialos, est un toponyme courant désignant une grande clairière (voir Mareuil), *Maro-ialos, du gaulois Maro (grand) et ialon (clairière).
La Mauldre est une petite rivière, affluent de rive gauche de la Seine, qui coule dans le département des Yvelines, dans la région Île-de-France : son nom serait formé du mot gaulois mantalo qui désigne le "chemin" et du suffixe celtique ara ou ura qui signifie "cours d’eau", soit mantalo-ara : « la rivière du chemin ».

## Histoire

### Les Origines
- Ancien village gallo-romain.

### Le Moyen Âge
- Appartint à la Seigneurie de Maule au XIe siècle et de Morainvillier au XIVe siècle.

### La fin duXVIesiècle
- Dominique de Vic, seigneur de Mareil et Montainville à cause de sa femme, Jehanne de Morainvilliers, veuve d’Oudard Blondel de Joigny, baron de Bellebrune, qu'il avait épousée par contrat le 2 mai 1572[16], juste trois mois avant les massacre de la Saint-Barthélemy. C'était un militaire. Il fut blessé à la jambe en 1585, et dut se faire amputer en 1587[16]. Il fut obligé de renoncer à tout service du roi, Henri IV, pendant trois années, pour se soigner au château de Mareil-sur-Mauldre dont il était seigneur et il y fut l'objet des faveurs et des libéralités de son souverain[16]. La reconnaissance du Béarnais le fit premier vicomte d'Ermenonville. Il mourut le 14 août 1610, âgé de 59 ans, de l'émotion qu'il subit à la nouvelle de l’assassinat de son maître par Ravaillac[16]. Il fut inhumé à Ermenonville .

### La fin duXIXesiècle
- 1883 : voie ferrée de tramway, sur la route d'Épône à Mareil-sur-Mauldre.
- 1900 : inauguration du chemin de fer de Versailles à Maule.

## Politique et administration

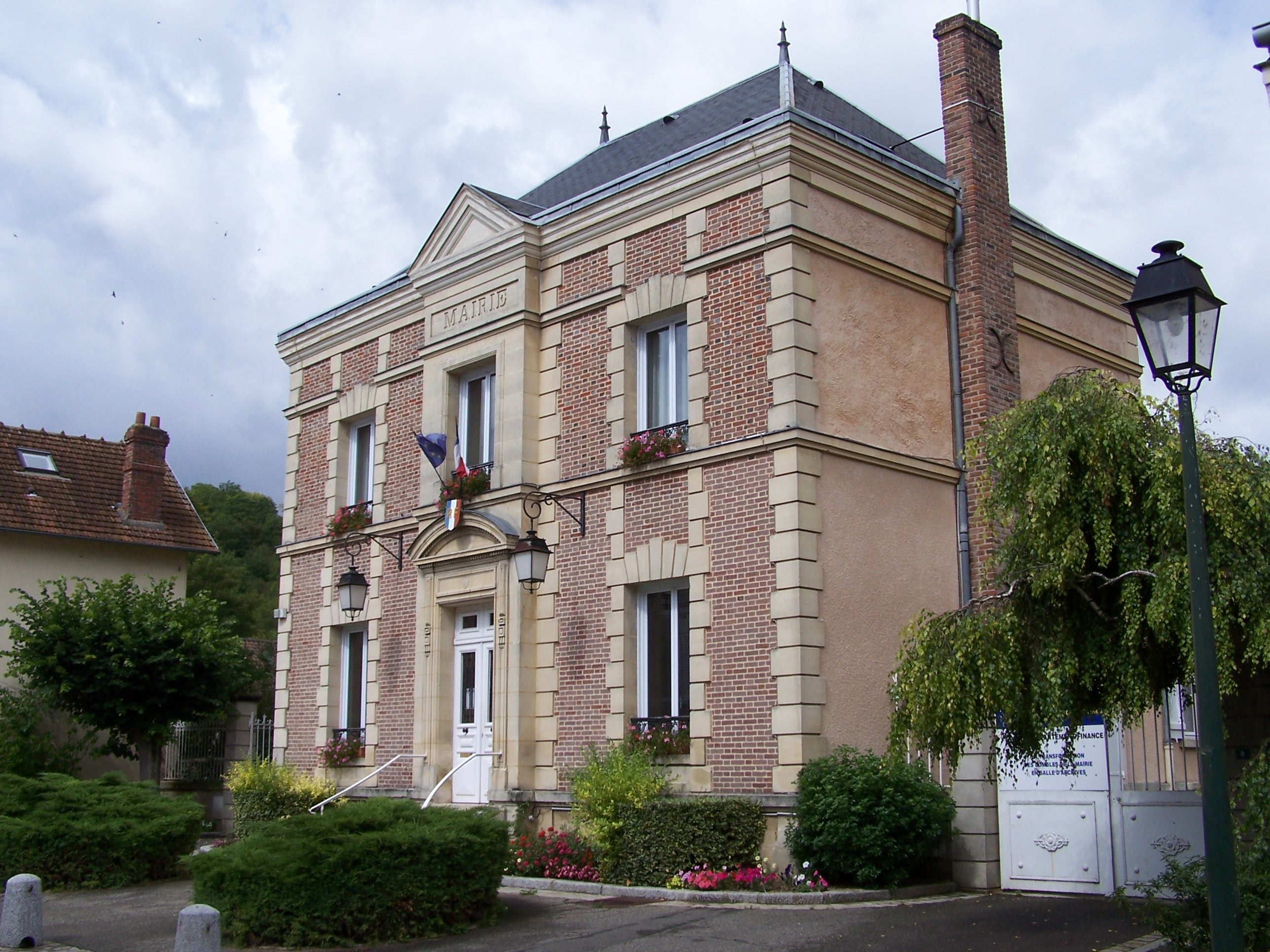
La mairie.

### Liste des maires
| Période                                  | Période  | Identité         | Étiquette | Qualité  |
| ---------------------------------------- | -------- | ---------------- | --------- | -------- |
| Les données manquantes sont à compléter. |          |                  |           |          |
| (maire en 1981)[réf. nécessaire]         |          | Michel Humbert   |           |          |
| mars 1995                                | 2020     | Max Manné        | SE        | Retraité |
| 2020                                     | En cours | Nathalie Cahuzac |           |          |

### Instances administratives et judiciaires
La commune de Mareil-sur-Mauldre appartient au canton d'Aubergenville et est rattachée à la communauté de communes Gally Mauldre créée au 1er janvier 2013.
Sur le plan électoral, la commune est rattachée à la neuvième circonscription des Yvelines, circonscription à dominante rurale du nord-ouest des Yvelines.
Sur le plan judiciaire, Mareil-sur-Mauldre fait partie de la juridiction d’instance de Mantes-la-Jolie et, comme toutes les communes des Yvelines, dépend du tribunal de grande instance ainsi que de tribunal de commerce sis à Versailles,.

### Tendances politiques et résultats
| Scrutin             | Scrutin             | 1er tour | 1er tour  | 1er tour | 1er tour | 1er tour | 1er tour | 1er tour | 1er tour | 1er tour | 1er tour | 1er tour  | 1er tour | 2d tour | 2d tour | 2d tour | 2d tour | 2d tour | 2d tour |
| Scrutin             | Scrutin             | 1er      | 1er       | %        | 2e       | 2e       | %        | 3e       | 3e       | %        | 4e       | 4e        | %        | 1er     | 1er     | %       | 2e      | 2e      | %       |
| ------------------- | ------------------- | -------- | --------- | -------- | -------- | -------- | -------- | -------- | -------- | -------- | -------- | --------- | -------- | ------- | ------- | ------- | ------- | ------- | ------- |
| Présidentielle 2017 | Présidentielle 2017 |          | LR        | 36,50    |          | EM       | 33,86    |          | FN       | 11,52    |          | LFI       | 8,09     |         | EM      | 78,86   |         | FN      | 21,14   |
| Présidentielle 2022 | Présidentielle 2022 |          | LREM      | 44,33    |          | RN       | 12,86    |          | REC      | 11,78    |          | LFI       | 11,51    |         | LREM    | 69,35   |         | RN      | 30,65   |
| Législatives 2022   | 9e                  |          | MoDem-Ens | 41,02    |          | RN       | 13,75    |          | LR       | 13,38    |          | LFI-Nupes | 12,39    |         | MoDem   | 71,60   |         | RN      | 28,40   |
| Législatives 2024   | 9e                  |          | MoDem-Ens | 36,36    |          | RN       | 28,90    |          | PS-NFP   | 18,22    |          | LR        | 11,43    |         | PS      | 55,23   |         | RN      | 44,77   |

## Population et société

### Démographie

#### Évolution démographique
L'évolution du nombre d'habitants est connue à travers les recensements de la population effectués dans la commune depuis 1793. Pour les communes de moins de 10 000 habitants, une enquête de recensement portant sur toute la population est réalisée tous les cinq ans, les populations de référence des années intermédiaires étant quant à elles estimées par interpolation ou extrapolation. Pour la commune, le premier recensement exhaustif entrant dans le cadre du nouveau dispositif a été réalisé en 2008.

En 2022, la commune comptait 1 743 habitants, en évolution de +0,98 % par rapport à 2016 (Yvelines : +2,72 %, France hors Mayotte : +2,11 %).
| 1793 | 1800 | 1806 | 1821 | 1831 | 1836 | 1841 | 1846 | 1851 |
| ---- | ---- | ---- | ---- | ---- | ---- | ---- | ---- | ---- |
| 344  | 388  | 358  | 353  | 303  | 304  | 304  | 302  | 278  |

| 1856 | 1861 | 1866 | 1872 | 1876 | 1881 | 1886 | 1891 | 1896 |
| ---- | ---- | ---- | ---- | ---- | ---- | ---- | ---- | ---- |
| 261  | 274  | 279  | 240  | 222  | 224  | 217  | 227  | 213  |

| 1901 | 1906 | 1911 | 1921 | 1926 | 1931 | 1936 | 1946 | 1954 |
| ---- | ---- | ---- | ---- | ---- | ---- | ---- | ---- | ---- |
| 219  | 218  | 207  | 229  | 261  | 240  | 216  | 183  | 243  |

| 1962 | 1968 | 1975 | 1982  | 1990  | 1999  | 2006  | 2008  | 2013  |
| ---- | ---- | ---- | ----- | ----- | ----- | ----- | ----- | ----- |
| 295  | 325  | 425  | 1 648 | 1 804 | 1 760 | 1 743 | 1 737 | 1 741 |

| 2018  | 2022  | - | - | - | - | - | - | - |
| ----- | ----- | - | - | - | - | - | - | - |
| 1 685 | 1 743 | - | - | - | - | - | - | - |

#### Pyramide des âges
En 2018, le taux de personnes d'un âge inférieur à 30 ans s'élève à 31,8 %, soit en dessous de la moyenne départementale (38 %). À l'inverse, le taux de personnes d'âge supérieur à 60 ans est de 27,8 % la même année, alors qu'il est de 21,7 % au niveau départemental.
En 2018, la commune comptait 829 hommes pour 856 femmes, soit un taux de 50,80 % de femmes, légèrement inférieur au taux départemental (51,32 %).
Les pyramides des âges de la commune et du département s'établissent comme suit.
| Hommes | Classe d’âge | Femmes |
| ------ | ------------ | ------ |
| 0,4    | 90 ou +      | 0,6    |
| 7,8    | 75-89 ans    | 6,7    |
| 19,2   | 60-74 ans    | 20,9   |
| 25,0   | 45-59 ans    | 23,5   |
| 16,0   | 30-44 ans    | 16,4   |
| 12,3   | 15-29 ans    | 11,1   |
| 19,3   | 0-14 ans     | 20,9   |

| Hommes | Classe d’âge | Femmes |
| ------ | ------------ | ------ |
| 0,6    | 90 ou +      | 1,4    |
| 6      | 75-89 ans    | 7,8    |
| 13,5   | 60-74 ans    | 14,8   |
| 20,7   | 45-59 ans    | 20,1   |
| 19,6   | 30-44 ans    | 19,9   |
| 18,5   | 15-29 ans    | 16,8   |
| 21,2   | 0-14 ans     | 19,2   |

### Enseignement
- Microcrèche : ouverte depuis le 23 août 2010 et gérée par la société privée LOVELY BABY.
- Groupe scolaire "Les Crayons" composé de :

1. Ecole maternelle,
2. Ecole élémentaire

- Collège : village rattaché au collège de la Mauldre situé à Maule.
- Lycée : rattaché au lycée Van Gogh d'Aubergenville et possiblement au lycée François Villon des Mureaux.

## Économie
- Commune rurale et résidentielle.
- Depuis 1997, Mareil-sur-Mauldre héberge une maison Perce-Neige, établissement qui accueille des handicapés mentaux, géré par l'association créée par Lino Ventura.
- Agriculture céréalière.
- Industrie du caoutchouc.
- Commerces et artisanat.
- Centre commercial.

## Culture locale et patrimoine

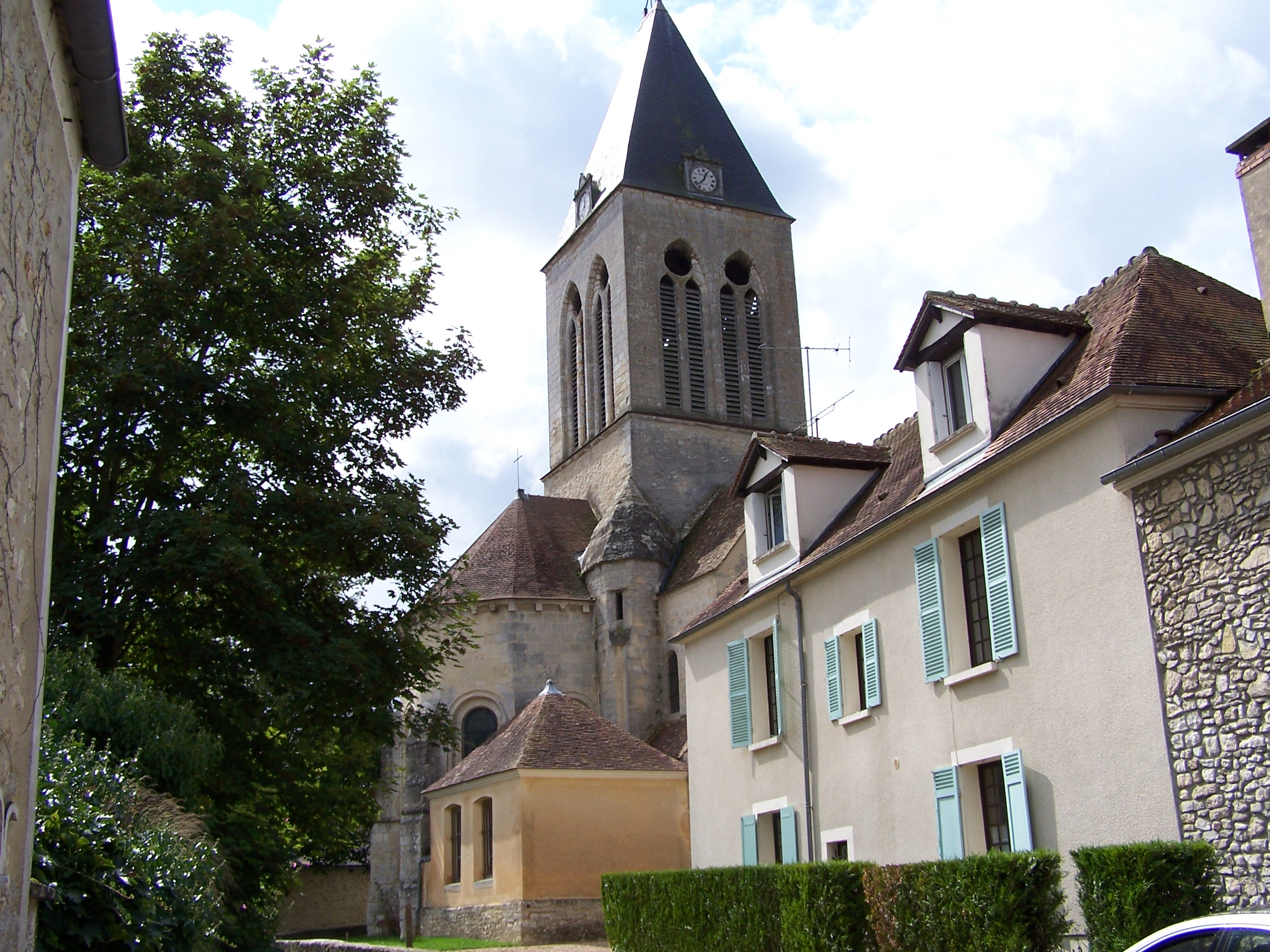
L'église Saint-Martin.

### Lieux et monuments
- Église Saint-Martin,  Inscrite MH (1937)[31].

Construite à partir du XIIe siècle, nef romane, clocher gothique  du XIIIe siècle.
Aux quatre coins du transept, dans les parties hautes des chapiteaux, sont représentés les quatre symboles des Evangélistes : aigle (saint Jean), lion ailé (saint Marc), taureau ailé (saint Luc), Ange (saint Matthieu) XIIIe siècle.
Dans la nef, pierre tombale de Jeanne de Blainville début du XVe siècle, parente de Jean de Mauquenchy, dit Mouton, seigneur de Blainville, († 1391), maréchal de France en 1368. Jeanne fut l'épouse de Bertault de Maule, et lui survécu. La pierre porte l'inscription en caractères gothiques : Cy gist Madame Jeanne de Blainville jadis la femme de noble personne Bertault de Maule - ...  la quelle trefpaffa lan mil cccc et un le dimanche ve Juin Dieu [ait son âme] († 5 juin 1401).
- Pont de pierre sur la Mauldre,  Inscrit MH (1969)[35].

Construit en 1778, à deux arches.
- Vestige du château de Mareil du XVIIe siècle.
- La commune possède deux anciens lavoirs : le premier, dans le vieux bourg, est en bon état et bien entretenu ; le second, à l'écart, en limite de forêt au nord du village, est difficile d'accès et, bien que l'eau y coule, abandonné et en piteux état.

### Galerie

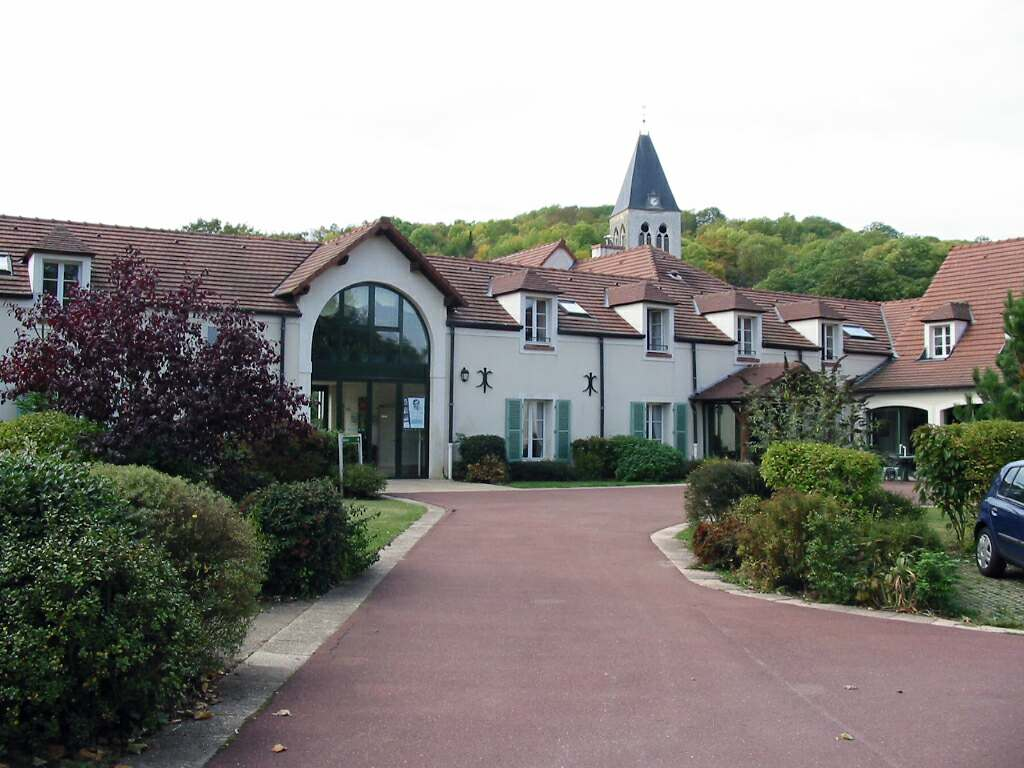
La maison Perce-Neige.
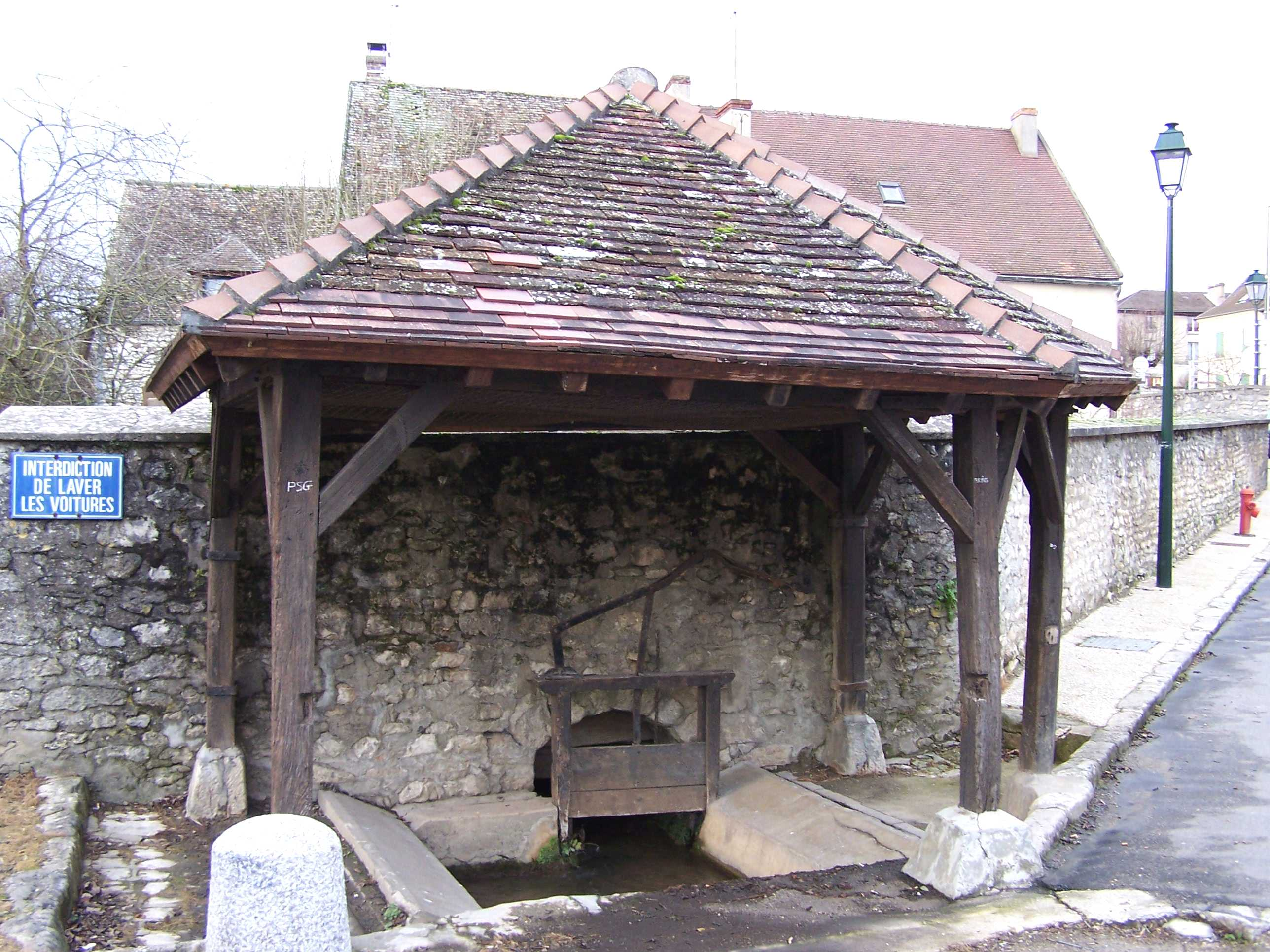
Le lavoir du bourg ancien.
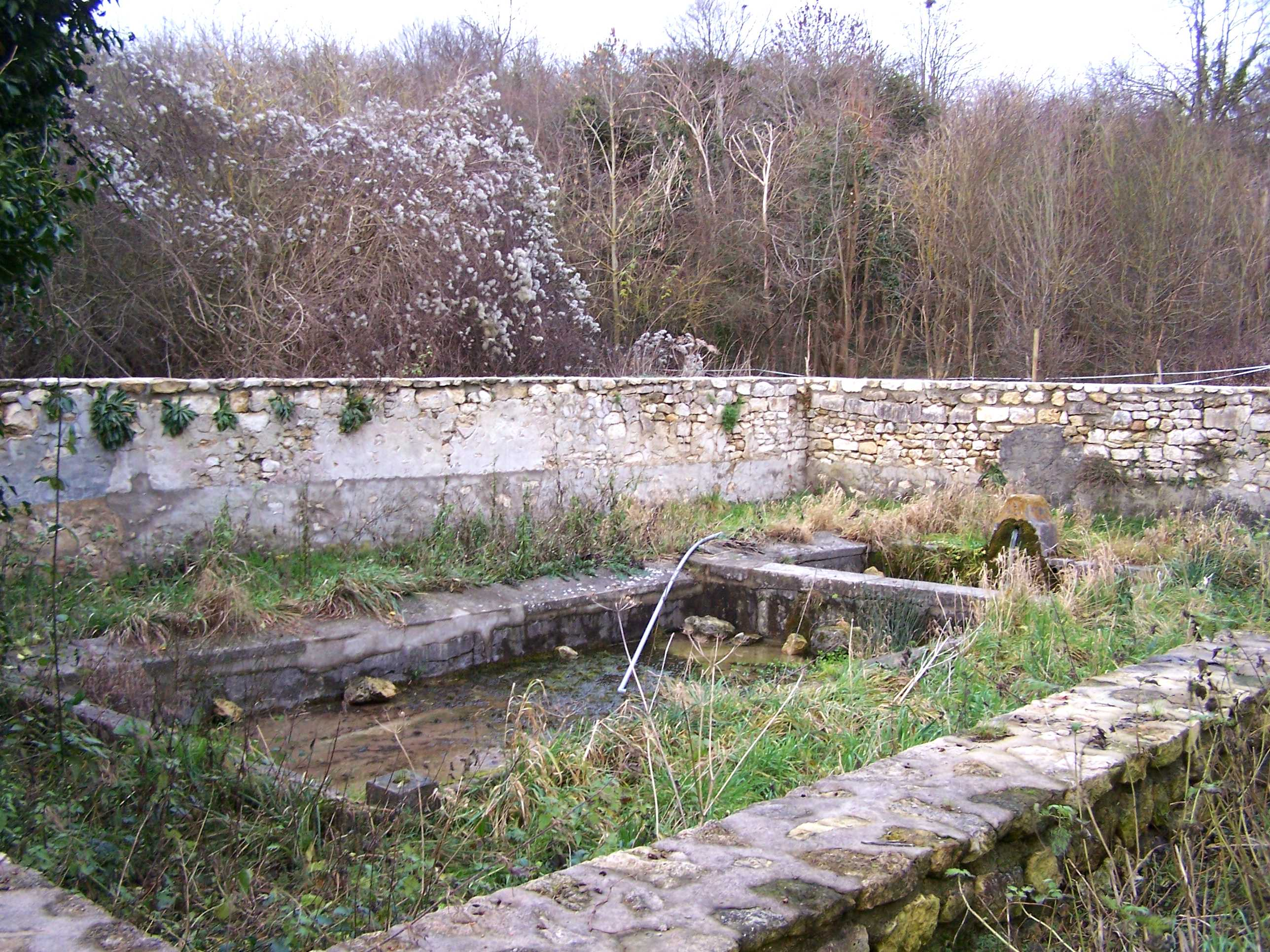
Vestiges du lavoir de la Vallée-Renaud.
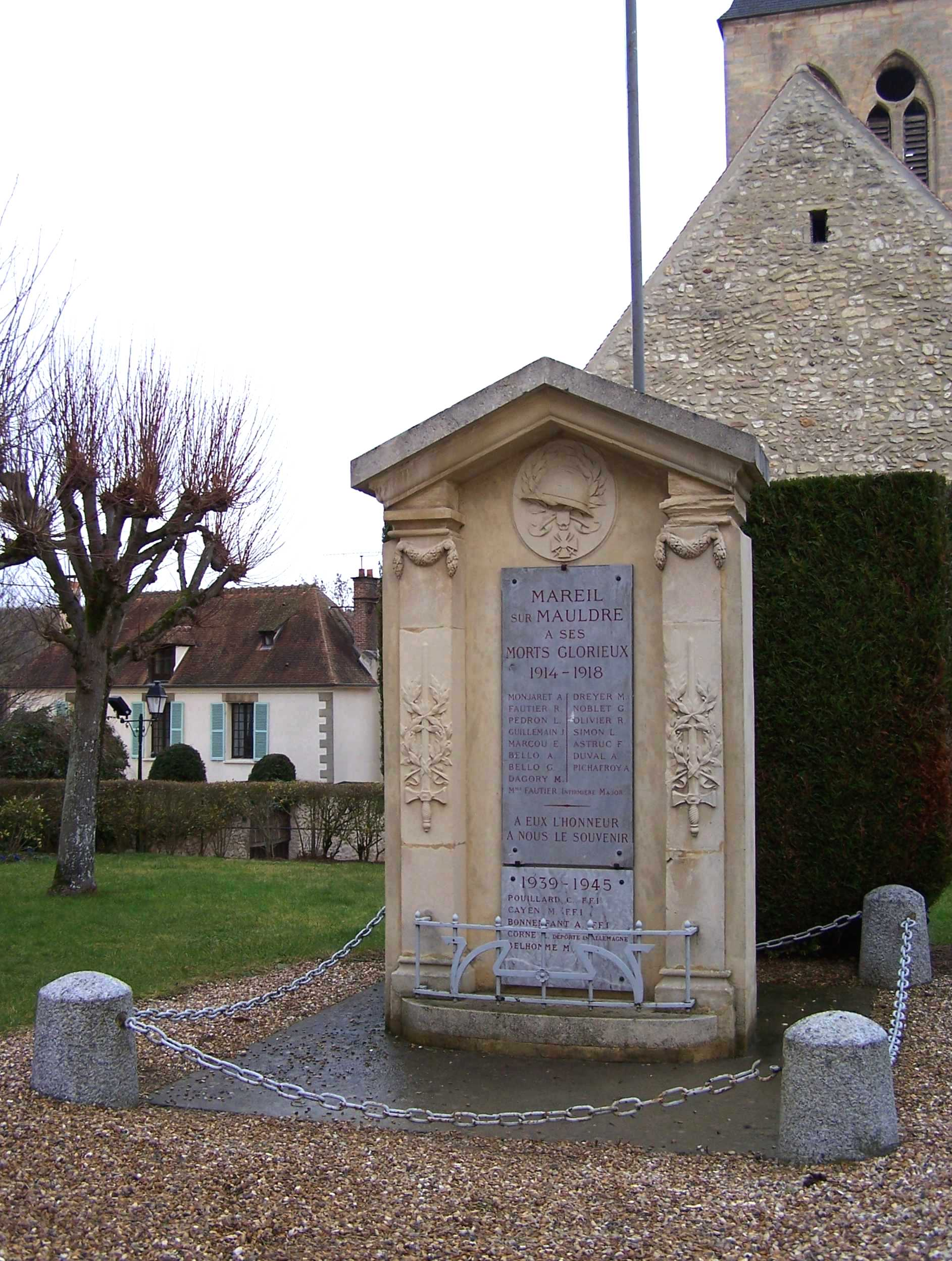
Le monument aux morts devant l'église.

### Personnalités liées à la commune
- Élisa Mercœur (1809-1835), poétesse, y résida en 1834.

### Héraldique
| Blason de Mareil-sur-Mauldre | Blason  | De gueules à une rose à six lobes percés d'or. |
| Blason de Mareil-sur-Mauldre | Détails |                                                |